# Barbara G. Reynolds
Barbara G. Reynolds (* vor 1980) ist eine guyanische Erziehungswissenschaftlerin, Hochschullehrerin und Menschenrechtsexpertin.

## Herkunft und Ausbildung
Barbara Reynolds studierte 1995 bis 1999 Pädagogik am Caribbean Union College, im Anschluss erwarb sie einen Master in Curriculum and Teaching an der Howard University, ein Post-Graduierten-Diplom in Distance Education an der University of London und promovierte zur Doctor of Education (EdD) in International Education Development/Curriculum and Instruction an der Columbia University in New York. An der University of Oxford absolvierte sie von 2005 bis 2007 einen Masterstudiengang in internationalem Menschenrecht.

## Karriere
Barbara Reynolds arbeitete anfangs als Lehrerin und blieb auch danach im pädagogischen Bereich tätig. Sie arbeitete zwei Jahrzehnte bei UNICEF, entwarf Programme, arbeitete im Management und als Repräsentantin sowohl in der Zentrale wie auch in den nationalen Büros in Angola, Botswana, China, Liberia, Nigeria und Sambia. Danach war sie pädagogische Leiterin des britischen Zweigs der internationalen Kinderrechtsorganisation Save the Children. Von 2014 bis 2019 war sie stellvertretende Kanzlerin der University of Guyana in Georgetown. Heute arbeitet sie an der University of the Southern Caribbean in Trinidad und Tobago als Vize-Präsidentin mit Zuständigkeit für Verwaltung, Entwicklung und Planung.
Daneben ist sie als selbständige Beraterin im Bereich Menschenrechte und Geschlechtergerechtigkeit tätig.

## Sonstige Aufgaben
Reynolds ist Co-Direktorin der CARICOM-Digital Skills Task Force und ist Mitglied des unabhängigen Technikberatungsspanels für die Global Partnership for Education.

## Ehrenamtliche Tätigkeit
Im Mai 2023 wurde sie in die Arbeitsgruppe für Menschen afrikanischer Abstammung beim UN-Menschenrechtsrat berufen und zur Vorsitzenden des Gremiums gewählt.

## Privates
Neben ihrer Muttersprache Englisch spricht Reynolds Portugiesisch.